# ウェルシュフレイム
ウェルシュフレイム（欧字名:Welsh Flame、1973年 - 不明）は、イギリスの競走馬、繁殖牝馬。

## 生涯
1973年にイギリスの牧場で出生。母は1959年のダービー馬パーシアの半妹、祖母は1958年のセントレジャーステークス勝ち馬アルサイドの半姉というかなりの良血であったが、自身は競走馬としては目立った成績を残すことはできなかった。1977年に引退し、生涯成績は10戦4勝。
引退後は繁殖入りし、生涯で11頭の産駒を残した。競走馬として最も成功したのは3番仔のFlame of Taraで、1983年に当時G2のコロネーションステークスと愛プリティーポリーステークスを制したほか、G1の英チャンピオンステークスでも2着に入る活躍を披露した。1995年6月生まれのTornado Princeが最後の産駒となり、以降の動向は不明。
ウェルシュフレイムは孫以降の子孫の活躍が顕著であり、初仔Fruitionは1995年BCターフ勝ち馬のNorthern Spur、Flame of Taraは1990年英オークスなどG1・5勝のSalsabilと1991年セントジェームズパレスステークス勝ち馬のMarju、6番仔Welsh Loveは1997年仏グランクリテリウム勝ち馬のSecond Empireの母となった。またFruitionの子孫には、日本のテンハッピーローズとドゥレッツァがいる。

## 主要なファミリーライン
牝系図の主要な部分（G1級競走優勝馬、日本のグレード制重賞優勝馬、その他個別記事のある馬）は以下の通り。*は日本に輸入された馬。
- Welsh Flame 1973 f
  - Fruition 1978 f
    - *オエノセラ 1990 f
      - プリムローズイヴ 2000 f
        - フェータルローズ 2009 f
          - テンハッピーローズ 2018 f（ヴィクトリアマイル）

      - プリムローズレーン 2002 f
        - サマーセント 2016 f（マーメイドS）

    - Northern Spur 1991 c（BCターフ、オークツリー招待S）
    - Tamarino 1995 f
      - Danalaga 2000 f
        - *モアザンセイクリッド 2009 f（ニュージーランドオークス）
          - ドゥレッツァ 2020（菊花賞）

  - Flame of Tara 1980 f
    - Salsabil　1987 f（英1000ギニー、英オークス、愛ダービー）
    - Marju 1988 c（セントジェームズパレスS）

  - Welsh Love 1986 f
    - *バーズウイング 1991 f
      - デヒアバーズ 2004
        - メイショウアイアン 2010 c（北海道スプリントC）

    - *カタリスト 1993 f
      - ウェルシュステラ 1999 f
        - ステラリード 2007 f（函館2歳S）
          - キングエルメス 2019 c（京王杯2歳S）

    - Second Empire 1995 c（グランクリテリウム）

- 出典：牝系検索α

## 血統表
| ウェルシュフレイムの血統    | ウェルシュフレイムの血統                                                           | ウェルシュフレイムの血統                                                           | （血統表の出典）                                                                   | （血統表の出典） |
| 父系                        | オーエンテューダー系                                                               | オーエンテューダー系                                                               | オーエンテューダー系                                                               |                  |
| 父 Welsh Pageant 1966 鹿毛  | 父の父Tudor Melody 1956 黒鹿毛                                                     | Tudor Minstrel                                                                     | Owen Tudor                                                                         | Owen Tudor       |
| 父 Welsh Pageant 1966 鹿毛  | 父の父Tudor Melody 1956 黒鹿毛                                                     | Tudor Minstrel                                                                     | Sansonnet                                                                          |                  |
| 父 Welsh Pageant 1966 鹿毛  | 父の父Tudor Melody 1956 黒鹿毛                                                     | Matelda                                                                            | Dante                                                                              | Dante            |
| 父 Welsh Pageant 1966 鹿毛  | 父の父Tudor Melody 1956 黒鹿毛                                                     | Matelda                                                                            | Fairly Hot                                                                         |                  |
| 父 Welsh Pageant 1966 鹿毛  | 父の母Picture Light 1954 鹿毛                                                      | Court Martial                                                                      | Fair Trial                                                                         | Fair Trial       |
| 父 Welsh Pageant 1966 鹿毛  | 父の母Picture Light 1954 鹿毛                                                      | Court Martial                                                                      | Instantaneous                                                                      |                  |
| 父 Welsh Pageant 1966 鹿毛  | 父の母Picture Light 1954 鹿毛                                                      | Queen of Light                                                                     | Borealis                                                                           | Borealis         |
| 父 Welsh Pageant 1966 鹿毛  | 父の母Picture Light 1954 鹿毛                                                      | Queen of Light                                                                     | Picture Play                                                                       |                  |
| 母 Electric Flash 1962 鹿毛 | 母の父Crepello 1954 栗毛                                                           | Donatello                                                                          | Blenheim                                                                           | Blenheim         |
| 母 Electric Flash 1962 鹿毛 | 母の父Crepello 1954 栗毛                                                           | Donatello                                                                          | Delleana                                                                           |                  |
| 母 Electric Flash 1962 鹿毛 | 母の父Crepello 1954 栗毛                                                           | Crepuscule                                                                         | Mieuxce                                                                            | Mieuxce          |
| 母 Electric Flash 1962 鹿毛 | 母の父Crepello 1954 栗毛                                                           | Crepuscule                                                                         | Red Sunset                                                                         |                  |
| 母 Electric Flash 1962 鹿毛 | 母の母Lightning 1950 鹿毛                                                          | Hyperion                                                                           | Gainsborough                                                                       | Gainsborough     |
| 母 Electric Flash 1962 鹿毛 | 母の母Lightning 1950 鹿毛                                                          | Hyperion                                                                           | Selene                                                                             |                  |
| 母 Electric Flash 1962 鹿毛 | 母の母Lightning 1950 鹿毛                                                          | Chenille                                                                           | King Salmon                                                                        | King Salmon      |
| 母 Electric Flash 1962 鹿毛 | 母の母Lightning 1950 鹿毛                                                          | Chenille                                                                           | Sweet Aloe                                                                         |                  |
| 母系(F-No.)                 | (FN:2-f)                                                                           | (FN:2-f)                                                                           | (FN:2-f)                                                                           | [ § 2 ]          |
| 5代内の近親交配             | Donatello：M3×S5、Hyperion：M3×S5、Lady Juror：S5×S5、Solario：S5×M5、Malva：M5×M5 | Donatello：M3×S5、Hyperion：M3×S5、Lady Juror：S5×S5、Solario：S5×M5、Malva：M5×M5 | Donatello：M3×S5、Hyperion：M3×S5、Lady Juror：S5×S5、Solario：S5×M5、Malva：M5×M5 | [ § 3 ]          |
| 出典                        | 1. 2. 3.                                                                           | 1. 2. 3.                                                                           | 1. 2. 3.                                                                           | 1. 2. 3.         |

- 近親はフェオラ#その他の近親を参照。